# Гіркий корінь альпійський
Гіркий корінь альпійський, сосюрея альпійська (Saussurea alpina) — вид трав'янистих рослин родини айстрові (Asteraceae), поширений в арктичних і альпійських областях Європи та Азії. Етимологія: лат. alpinus — «альпійський, гірський».

## Опис
Це багаторічні трав'янисті рослини 10–70 см заввишки. Має міцні горизонтальні кореневища, товщиною 0.4–0.5 мм, покриті темно-коричневими засохлими пазухами листків і вертикальні, міцні гілки каудекса, що закінчуються розетками листя. Стебла одиночні, від солом'яного до пурпурно-червоного кольору, прямостійні, гіллясті, з рідкісними волосками або майже голі. Нижні й середні стеблові листки мають черешок 1–4 см. Листові пластини від вузько еліптичних до яйцевидо-еліптичних, 8–12(20) × 0.7–3 см, низ сірувато-білий або сірувато-зелений, верх зелений і голий, основи клиновиді, краї дрібнозубчасті, верхівки загострені. Верхні стеблові сидячі, від вузько еліптичних до лінійних, 1–5 × 0.1–0.5 см; поступово меншають при русі вгору, краї цілі, верхівки загострені. Суцвіття — щільні щитки, які складаються з голів. Квіткові голови численні. Голови містять 10–15 квіток. Віночки приквітків вузько дзвонові, 6–12 мм в діаметрі. Приквітки в 4 або 5 рядів, зеленуваті, але фіалкові згори, від голих до з низькою щільністю ворсинок, вершини від гострих до тупуватих; зовнішні — яйцевидно-еліптичні, близько 3 × 2 мм; середні — довгасті, бл. 6 × 2 мм; внутрішні — вузько яйцевидо-еліптичні, близько 9 × 1.5 мм. Віночки пурпурово-червоні, 1–1.2 см. Плоди блідо-коричневі циліндричні, 2–3 мм. Паппуси базально блідо-коричневі, верхівково білі, зовнішній щетина 1–3 мм, внутрішня щетина 7–9 мм.

## Поширення
Європа (Австрія, Ліхтенштейн, Велика Британія, Фінляндія, Франція, Німеччина, Ірландія, Швейцарія, Андорра, Іспанія, Італія, Македонія, Норвегія [вкл. Шпіцберген], Польща, Румунія, Словаччина, Словенія, Сербія, Швеція, Україна), Азія (Китай — Сіньцзян, Казахстан, Киргизстан, Монголія, Росія, Таджикистан). У Китаї досягає висоти приблизно 3000 м над рівнем моря.
Населяє високогірні степи, кам'янисті схили, осипи, на півночі — багновища, багаті болота і луки, джерела, багаті гірські березові ліси.
В Україні зростає на скелях — у субальпійському й альпійському поясах Карпат (хр. Чорногора), дуже рідко. На Чорногорі частина популяцій охороняється на територіях Карпатського НПП і Карпатського БЗ.

## Відтворення
Статеве розмноження насінням. Локальне вегетативне розмноження шляхом фрагментації кореневища. Комахозапильний вид; комах привертає сильний, приємний запах ванілі. Чітко перехресне запилення. Плоди розносяться вітром.
В Україні цвіте у серпні–вересні, плодоносить у вересні–жовтні.

## Галерея

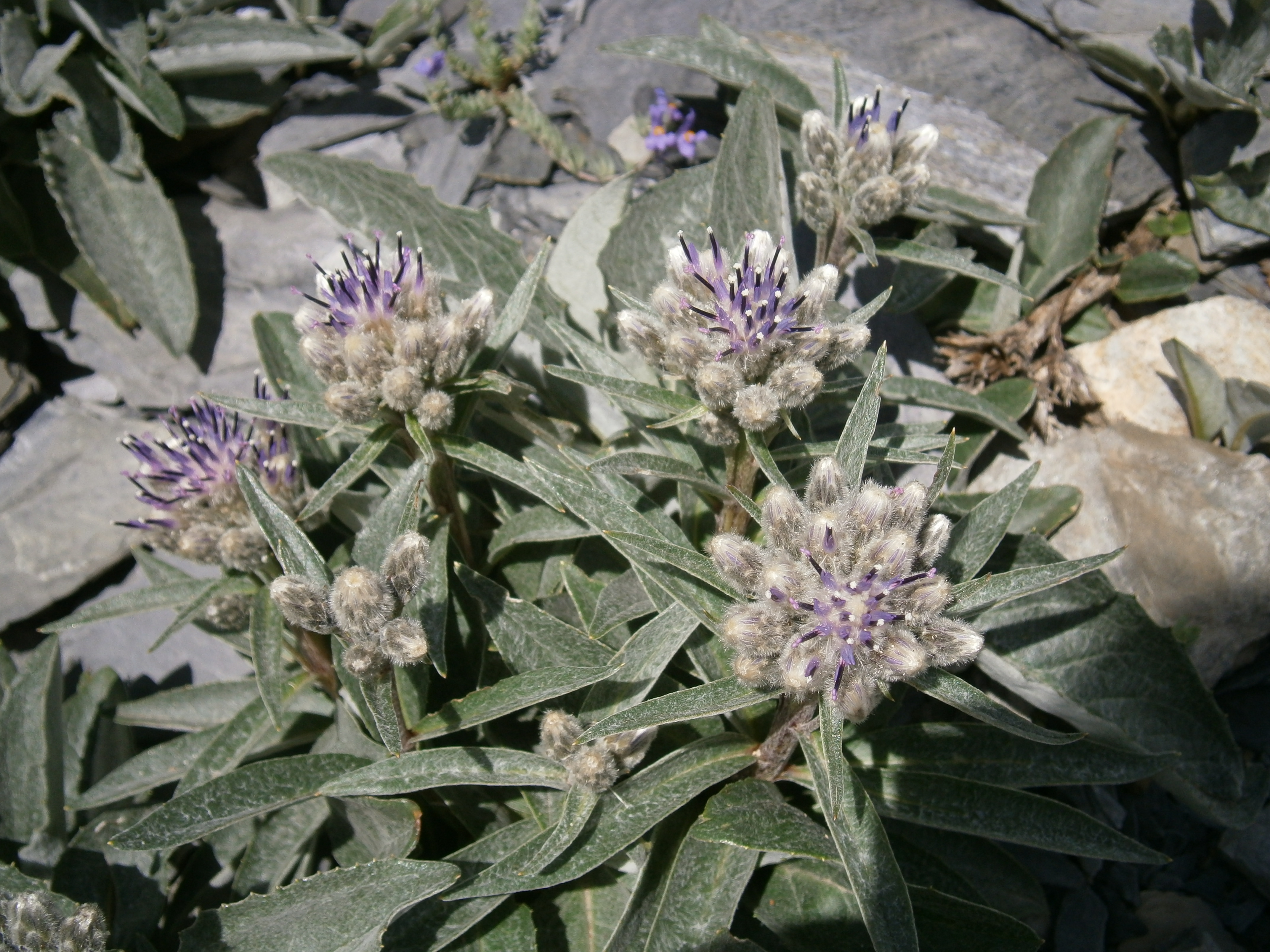
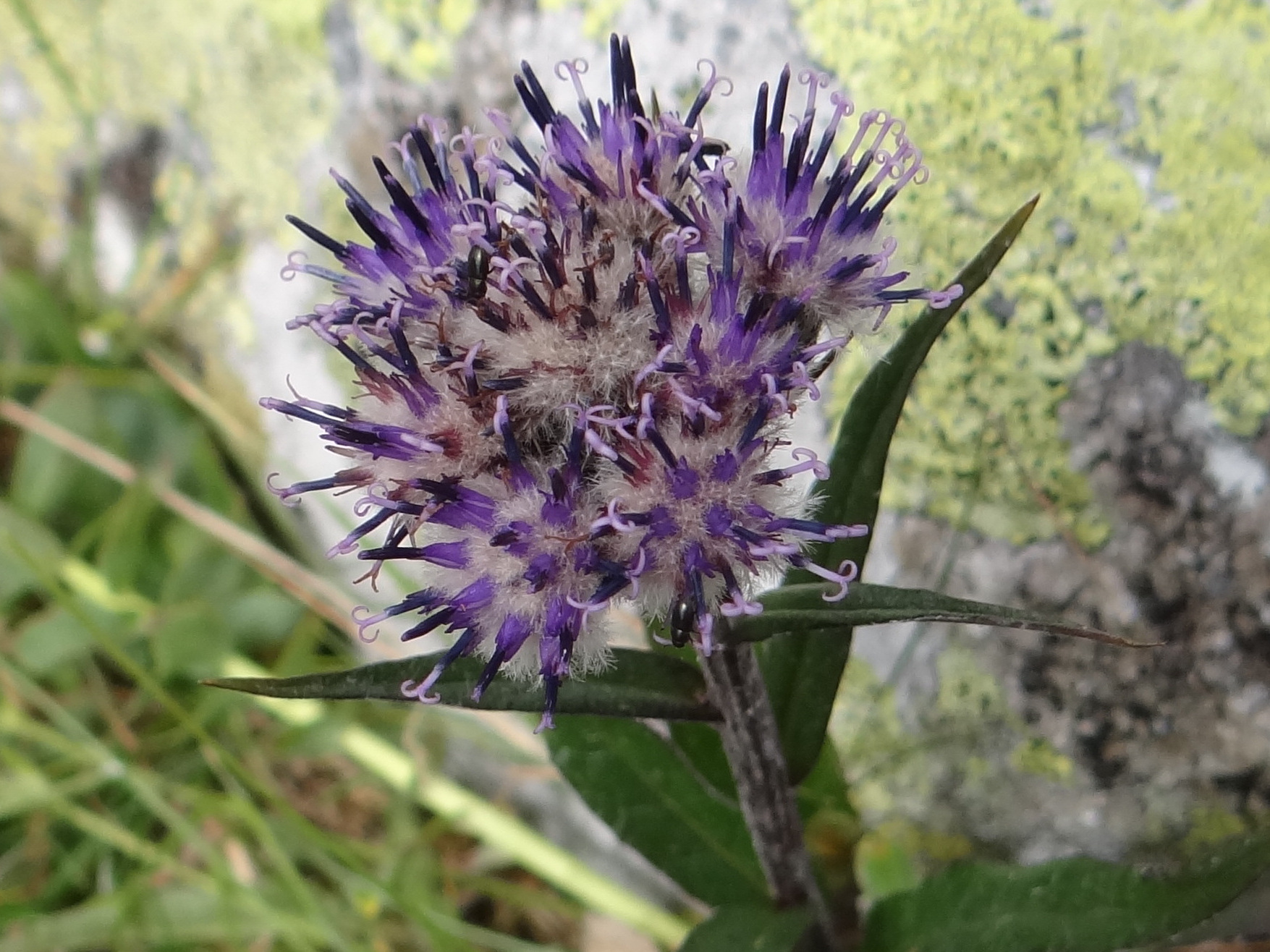
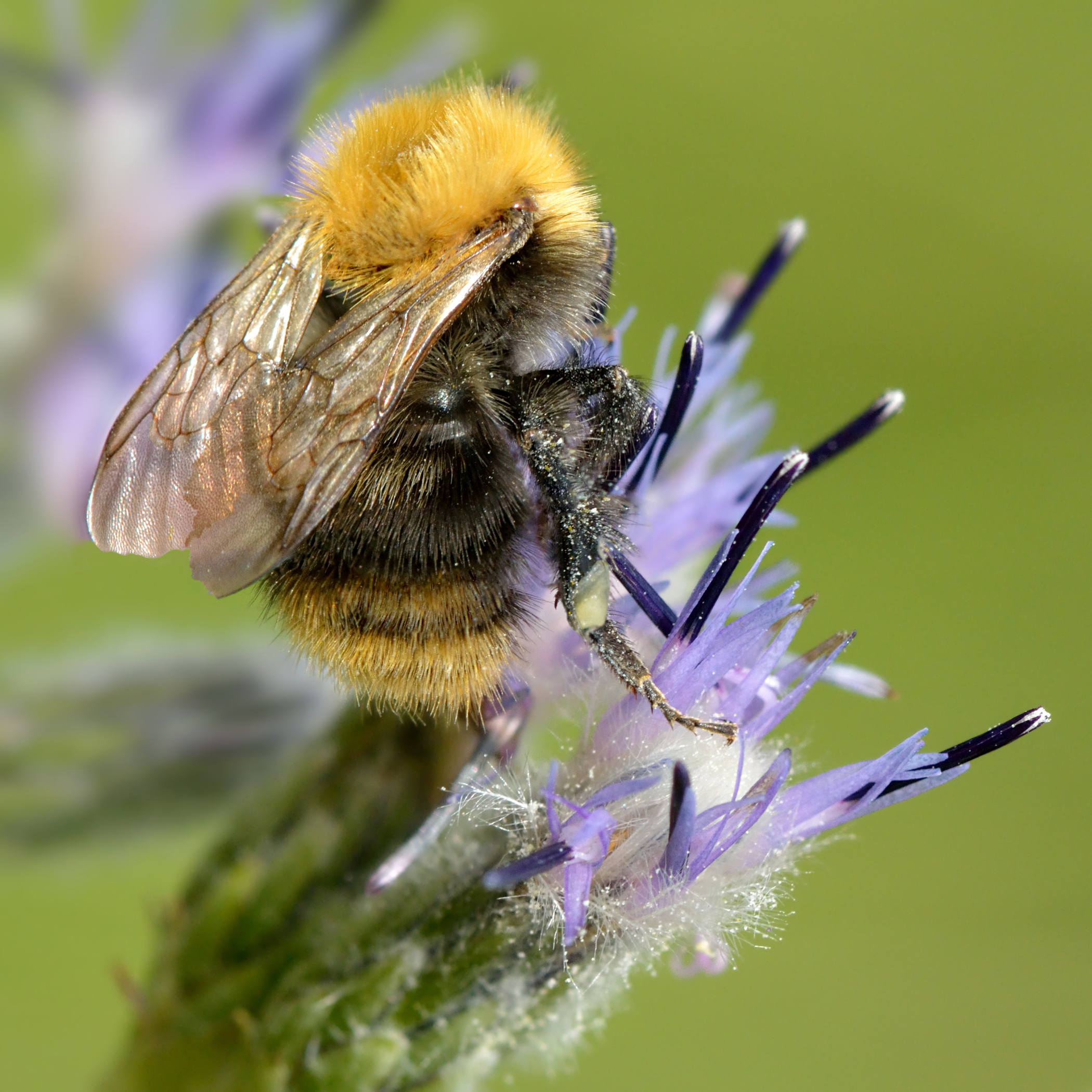
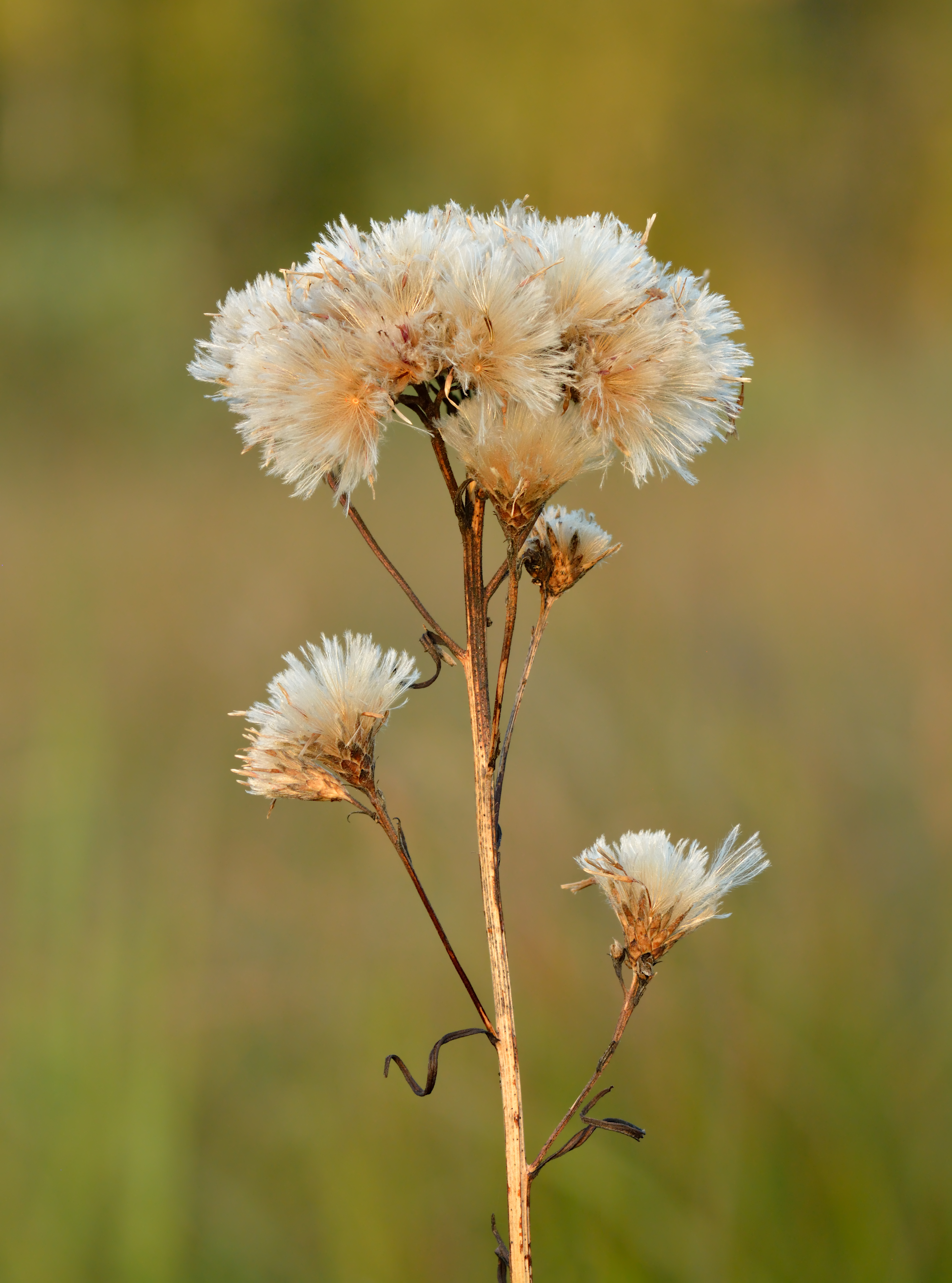